# Miguel López Muñoz
Miguel López Muñoz (Altura, Alt Palància, 16 de juliol de 1950) és un economista i polític valencià, diputat a la primera legislatura de les Corts Valencianes i senador.

## Trajectòria
El 1975 es va llicenciar en Ciències Econòmiques i Comercials Universitat de València. El 1979 es va afiliar al PSPV-PSOE, fundant l'agrupació municipal d'Altura i assolint-ne la secretaria general de l'Alt Palancia de 1980 a 1988.
Fou elegit diputat a les Corts Valencianes a les eleccions a les Corts Valencianes de 1983. De 1983 a 1987 fou president de la Comissió d'Obres Públiques i Transports de les Corts Valencianes.
Fou escollit senador per la província de Castelló a les eleccions generals espanyoles de 1986 i 1989. De 1986 a 1993 ha estat vocal de la comissió d'economia i hisenda del Senat d'Espanya.
Es presenta a les eleccions municipals espanyoles de 2015 com a candidat del PSPV-PSOE a l'alcaldia d'Altura.